# Schneller-Altar
Der Schneller-Altar war ein Altar in der Kapelle des „Syrischen Waisenhauses“ in Westjerusalem. Seine Errichtung wurde 1911 in Köln beschlossen; 2009 wurde der bis dahin verschollene Altar wiedergefunden und in der Himmelfahrtkirche auf dem Ölberg in Ostjerusalem neu aufgestellt.

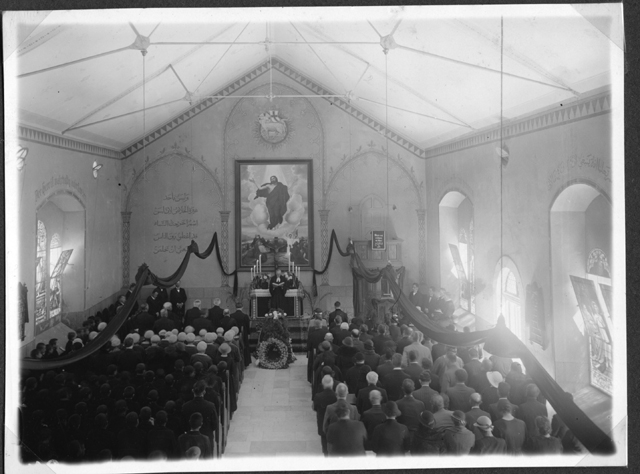
Die Kapelle des Syrischen Waisenhauses im Jahr 1935 mit dem Altargemälde Georg Bickels

## Geschichte
Am 12. Juni 1910 wurden Gebäude und Kapelle des Syrischen Waisenhauses in Jerusalem durch ein Feuer verwüstet. Mit Hilfe zahlreicher Spenden, auch des deutschen Kaiserpaares, konnte die Anstaltskirche am 12. November 1911 wieder eingeweiht werden. Zentrales Objekt war der Altar aus Jerusalemer Kalkstein, der von Orientgemeinden in Alexandria, Beirut, Kairo, Haifa und Jaffa gestiftet worden war. Daran angebracht war eine bunte Mosaikeinlage, deren Montage der Berliner Architekt Otto March persönlich überwachte.
Im Jahr 1939 wurde das Syrische Waisenhaus von den Behörden der britischen Mandatsmacht geschlossen. Gelände und Gebäude dienten zunächst der englischen und ab 1948 der israelischen Armee als Militärlager („Schneller-Camp“). Nahezu die komplette Inneneinrichtung wurde aus- und Anfang der 1960er Jahre in die Christus-Kirche an der Theodor-Schneller-Schule in Amman eingebaut. Der Altar durfte gemäß israelischem Gesetz als „Antiquität“ nicht außer Landes gebracht werden. Er wurde mit einem Holzverschlag ummantelt und vergessen.
2009 sollte das Gebäude an einen Investor verkaufen werden, und bei einer Begehung wurde der Altar gefunden. Er wurde in der wilhelminischen Himmelfahrtkirche auf dem Ölberg, Bestandteil der Auguste-Victoria-Stiftung, neu aufgestellt. Sein Mosaikschmuck war jedoch weitgehend verschwunden oder beschädigt. Anfang 2011 konnte der Kölner Udo W. Hombach den Mosaikgestalter Helmut Mencke aus Schulzendorf bei Berlin für die Restaurierung der Mosaiken am Altar gewinnen. Bei den Planungen dafür begleitete er ihn; sie erfassten die Schäden und entwarfen ein Procedere. Zusätzlich recherchierte Hombach die Geschichte des Altars und seines Mosaikschmucks. Das führte zu der Entdeckung, dass die Geschicke des Syrischen Waisenhauses und die heute noch existierenden „Schneller-Schulen“ im Libanon und in Jordanien 80 Jahre lang von Köln aus gelenkt wurden.